# 아메리카 퍼스트 필드
아메리카 퍼스트 필드(America First Field)는 미국의 축구 경기장이다. MLS 레알 솔트레이크와 NWSL 유타 로얄즈의 홈구장이다.
| MLS 올스타전 개최 경기장 |                           |                     |
| 2008년                   | 2009년 리오 틴토 스타디움 | 2010년              |
| BMO 필드                 | 2009년 리오 틴토 스타디움 | 릴라이언트 스타디움 |
|                          |                           |                     |
|                          |                           |                     |